# Charlie Myers
Charlie Myers (* 12. Juni 1997) ist ein britischer Stabhochspringer.

## Sportliche Laufbahn
Erste internationale Erfahrungen sammelte Charlie Myers im Jahr 2015, als er bei den Junioreneuropameisterschaften in Eskilstuna mit übersprungenen 5,25 m auf den sechsten Platz gelangte. Im Jahr darauf schied er bei den U20-Weltmeisterschaften in Bydgoszcz mit 5,10 m in der Qualifikation aus und 2017 erreichte er bei den U23-Europameisterschaften ebendort mit einer Höhe von 5,20 m Rang elf. 2018 nahm er erstmals an den Europameisterschaften in Berlin teil, bei denen er aber mit 5,36 m in der Qualifikation ausschied. Im Jahr darauf erreichte er bei den U23-Europameisterschaften in Gävle mit übersprungenen 5,50 m den fünften Platz. 2021 schied er dann bei den Halleneuropameisterschaften in Toruń mit 5,35 m in der Qualifikationsrunde aus.
2018 wurde Myers britischer Meister im Stabhochsprung im Freien sowie 2019 in der Halle.

## Persönliche Bestleistungen
- Stabhochsprung: 5,71 m, 15. Juni 2019 in Genf
  - Stabhochsprung (Halle): 5,65 m, 14. Februar 2021 in Loughborough